# Fuente de los Tres Caños (Soria)
La fuente de los Tres Caños, también conocida como Fuente de la Dehesa, se encuentra en la ciudad española de Soria, en la Alameda de Cervantes. 

## Historia
La fuente se construyó canalizando un manantial existente en las inmediaciones y surtía de agua tanto a transeúntes como a animales en el antiguo abrevadero o pilón que se encontraba junto a a la misma. La fuente aparece en el plano de Coello de 1860, y con mayor precisión en el catastral de 1868. Hay que suponerla tan antigua como el propio uso de la Alameda de Cervantes, nacida como dehesa boyal de pasto. En 1908 se reformó, construyendo la actual fuente y en el año 1982 se renovó todo el entorno realizando un nuevo pilón manteniendo el frente original.
Existió en las inmediaciones otra fuente, la Fuente de Isabel II, construida por los frailes franciscanos en el año 1836 durante el reinado de la monarca. Esta fuente estaba localizada un poco más al sur, frente a la entrada de la iglesia del Convento de San Francisco.

## Descripción
Se trata de una fuente pública de gusto clásico de principios del siglo XX formada por una pantalla quebrada con tres cuerpos principales donde se localizan los caños de bronce. Presenta fábrica de ladrillo visto en los paños y de arenisca en los elementos estructurales y decorativos. El cuerpo central está integrado por una hornacina de cuarto de esfera bajo un arco de grandes dovelas que cobija el caño principal. La caja, flanqueada por dos volutas, esta coronada con un frontón.
Los paños laterales, simétricos e idénticos, están decorados con sendos blasones de la Ciudad de Soria, bajo los que se localizan los caños laterales. Estos escudos no presentan las armas tradicionales sino que sitúan el castillo sobre el puente de Duero y sin la célebre leyenda "Soria Pura, Cabeza de Estremadura". Los cuerpos están rematados por dos frontones de suave perfil curvo. El pilón, formado por un petril sinuoso de hormigón rosa, fue reformado en 1982 cuando se rehabilitó todo el entorno según aparece grabado en el frente.